# Neosybra mabokensis
Neosybra mabokensis là một loài bọ cánh cứng trong họ Cerambycidae.